# Kanada-Lilie

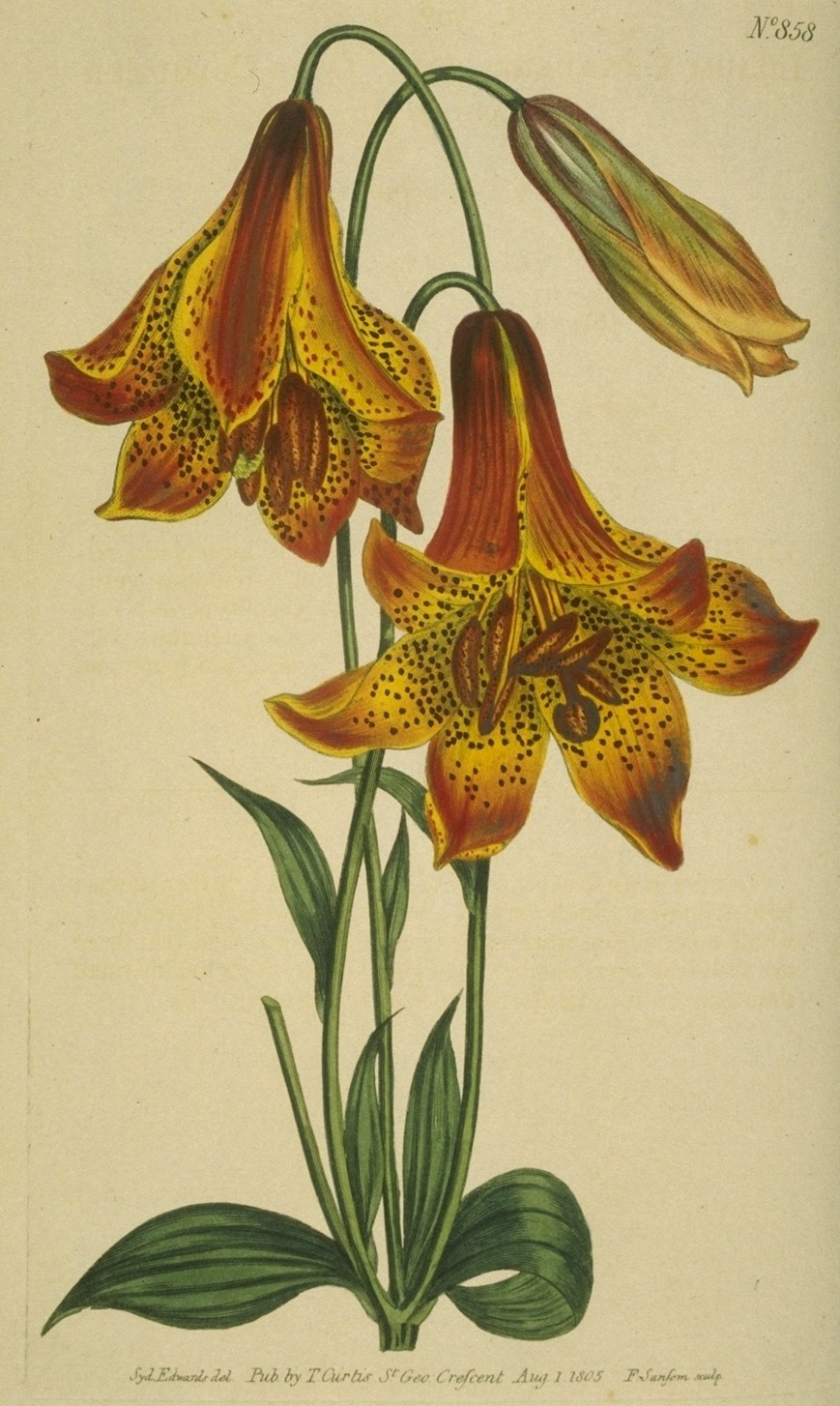
Kanada-Lilie (Lilium canadense), Illustration

Die Kanada-Lilie, auch Kanadische Wasser-Lilie oder Gelbe Lilie, (Lilium canadense) ist eine Pflanzenart aus der Gattung der Lilien (Lilium) in der Sektion Pseudolirium innerhalb der Familie der Liliengewächse (Liliaceae).

## Beschreibung
Die Kanadalilie erreicht eine Wuchshöhe von 60 bis 180 cm und wird bis zu 25 cm breit. Die Zwiebeln sind rundlich und erreichen einen Durchmesser von etwa 4 cm; sie sind mit weißen Schuppen überzogen und bilden Rhizome aus.
Der Stängel ist hart, glatt und gerade; die Blätter sind schmal und lanzettförmig, etwa 15 cm lang und zu sechs bis zwölf Kränzen aus vier bis zehn Blättern angeordnet. Die Blattadern liegen an der Blattunterseite und tragen winzige Dornen.
Die Pflanze blüht im Juni und Juli mit einer oder auch bis zu 20 in einer kandelaberförmigen Dolde nach unten hängenden Blüten. Die Blüten bestehen aus sechs nach außen gebogenen Blütenblättern; die Biegung ist dabei aber nie stärker als 90°, also nie zurückgebogen. Es sind drei Kron- und drei Kelchblätter, die sich aber sehr ähnlich sehen. Die Farbe der Blüten variiert von gelb über orange bis rot mit dunklen braunen Punkten. Die Antheren sind magenta, die Pollen rostbraun, der Stempel trägt dieselbe Farbe wie die Petale. Die einzelnen Blüten erreichen einen Durchmesser von 75 bis 150 mm.
Die Samen reifen von August bis September in aufrecht stehenden 2,5 bis 5 cm großen Samenkapseln. Sie keimen verzögert-hypogäisch nach einem Warm-Kalt-Warm-Zyklus (Herbst-Winter-Frühling), in dem jede Periode etwa zwei Monate lang sein muss. Sie ist sehr langsamwüchsig, von der Saat bis zur Blühreife braucht sie bis zu sieben Jahre.
Die Chromosomenzahl beträgt 2n = 24.

## Verbreitung
Die Pflanze ist von Ontario, Québec, und Nova Scotia bis im Süden nach New England, Ost-Maryland und Pennsylvania verbreitet. Wenige Exemplare finden sich in den Bergen von South Carolina, dem nördlichen Florida, Alabama und dem südlichen Indiana.
Die Kanada-Lilie braucht einen feuchten Boden, am besten nasse Wiesen oder feuchte Stellen an Waldrändern.

## Verwendung
Die Zwiebel der Kanada-Lilie ist gekocht sehr schmackhaft. Da die Pflanze in Kanada relativ häufig ist, gibt es viele Wanderer, die die Pflanzen suchen und die Zwiebeln ausgraben, um sie zu kochen. Die Zwiebeln sind aufgrund eines höheren Zuckergehaltes süßer als die anderer Lilienarten und lassen sich auch zu einer Art Melasse verkochen.
Die Pflanze hat medizinischen Nutzen. Ein Tee aus den Zwiebeln wirkt magenstärkend und hilft bei Menstruationsbeschwerden und Durchfall. Eine Breipackung aus den Zwiebeln kann bei Schlangenbissen appliziert werden.
Die Pflanze lässt sich relativ einfach kultivieren und ist in amerikanischen Gärten verbreitet.

## Taxonomie
Die Kanada-Lilie wurde 1753 durch Carl von Linné in Species Plantarum Band 1, Seite 303 erstbeschrieben. Ein Synonym ist Lilium pulchrum Salisb.